# 지구희옥집단 유마수
지구희옥집단 유마수(일본어: 地球犠獄集団 幽魔獣 지큐기고쿠슈단 유마주[*])는 일본 토에이의 34번째 슈퍼 전대 시리즈인 천장전대 고세이저에 등장하는 두 번째 악역 집단이다. 이름은 일본어로 미확인 생물을 지칭하는 UMA(일본어: ユーマ 유마[*])에서 유래하였다. 우주학멸군단 워스타의 등장인물들과 동일하게 이름은 괴수 영화, 호러 영화, 공상과학 영화에서 유래하였고, 생김새와 특성은 모티프가 된 미확인생물 뿐만 아니라 곤충류의 모습도 일부 섞여있다. 1만년 전에 에루레이의 상자(일본어: エルレイの匣 에루레이노 하코[*])에 봉인되어 있었던 이들은 유성의 데레프타가 아라타를 공격하였을 때, 그 유탄에 에루레이의 상자가 맞으면서, 봉인이 풀려 부활하게 되었다. 이들의 목적은 지구를 독으로 오염시켜 자신들이 살기 좋은 환경으로 만드는 것으로, 이들을 막기 위해 고세이 나이트가 깨어나게 되었다.

## 마쿠인
블롭의 마쿠인(일본어: ブロブの膜（マク）イン 부로부노 마쿠인[*]) - 17화 ~ 32화
마쿠인은 유마수의 간부 중 한 명이다. 지구에 자신들이 번창하도록 하는 것을 목적으로 하고 있으며, 인간의 고통을 통해 쾌락을 얻길 원한다. 마쿠인의 무기는 지팡이를 통한 마법이며, 몸이 습하여 쉽게 죽이지 못한다. 31화 ~32화에서 지구를 독으로 뒤덮는 최종 작전을 실행하려 하였으나, 결국 건조 작전에 휘말려 죽음을 당한다. 이름은 스티브 매퀸이 출연한 호러 영화인 우주 생명체 블롭(영어: The Blob 더 블롭[*], 일본어: マックイーンの絶対の危機 맛쿠인노 젯타이노 키키[*])과 막을 뜻하는 한자 '膜'에서 유래하였다. 지렁이의 모습이 일부 섞여있다. 마쿠인의 목소리는 차후린(일본어: 茶風林 차풍림[*])이 연기하였다.

## 킹곤
빅풋의 킹곤(일본어: ビッグフットの筋（キン）グゴン 빗구훗토노 킨구곤[*]) - 17화 ~ 32화
킹곤은 유마수의 간부 중 하나이다. 유마수들 중 힘이 가장 세며, 무기는 가나보(金棒)이다. 문장의 끝 부분에 똑같은 단어를 세 번 외치는 버릇을 가지고 있다. 27화에서 부레도란이 킹곤에게 조곤의 비늘을 던져, 마쿠인과 킹곤과의 관계를 벌어놓으려 하지만, 오히려 부레도란이 자신의 계략이 성공하고 있다고 믿도록 마쿠인과 함께 거짓 연기를 하여, 부레도란을 죽게 만들고 부레도란이 가지고 있던 비비충의 둥지마저 빼앗아버렸다. 에루레이의 상자를 이용하여 마쿠인의 심장과 함께 마지막 작전을 펼치려 하나, 고세이저에 저지당하고 죽음을 당한다. 그의 이름은 괴수 영화인 킹콩(영어: King Kong, 일본어: キングコング 긴구콘구[*])과 근육을 뜻하는 한자인 筋(근)에서 유래하였다. 타란튤라의 모습이 일부 섞여있다. 킹곤의 목소리는 타카구치 코스케(일본어: 高口 公介)가 연기하였다.

## 부레도란
- 추파카브라의 부레도란(일본어: チュパカブラの武（ブ）レドラン 추파카부라노 부레도란[*]) - 18화 ~ 29화

유마수의 간부 중 한 명이다. 이전에는 정체를 숨기고 우주학멸군단 워스타에 들어가, 혜성의 부레도란으로 활동했다. 그러나 워스타가 전멸한 후에는 다시 유마수로 복귀하였다. 부레도란의 특기는 세상의 액운들을 모아 괴수들을 부활시켜 거대화시키는 능력을 지니고 있는 비비충과 비비 군단을 만드는 것이다. 처음에는 유마수에서 사제로 인정받았으나, 독단적으로 행동하다 아바레 헤더를 고세이저에게 빼앗긴 후 형벌을 받게 되어 킹곤에게 모욕을 당하자 유마수를 배신할 계획을 세워, 조곤의 비늘로 킹곤과 마쿠인의 사이를 갈라놓은 후 고세이저와 함께 그들을 엘레이의 상자에 가두려 하지만, 부레도란이 가지고 있던 엘레이의 상자가 가짜임이 드러나고, 결국 자신의 배신 또한 탄로나면서 마쿠인에 의해 쓰러지고, 킹곤에 의해 강제로 거대화되어 고세이저와 대결하지만, 결국 고세이저에 의해 죽음을 당한다. 이름의 일부에는 '전사'를 뜻하는 한자 武(무)가 들어가 있다. 그리마과 곤충의 모습이 일부 섞여있다. 부레도란의 목소리는 토비타 노부오(일본어: 飛田 展男)가 연기하였다. 브레드런이라는 표기가 통용되기도 한다.

## 괴물수들
괴물수들들은 절지동물 계열 곤충들의 모습이 일부 뒤섞여있지만 기본적으로 미확인 생물의 모습을 모티프로 하고 있다. 위급할 시 부레도란이 소환하는 비비충을 통하여 거대해질 수 있다.
- 츠치노코의 토마레즈(일본어: ツチノコのト稀（マレ）ヅ 쓰치노코노 도마레즈[*]) - 17화, 24화 (신기루): 유마수들 중 가장 첫 번째로 등장하였다. 몸 속에서 초록색 산성 액체를 목표물을 향하여 분사하여, 목표물을 진흙으로 만드는 능력을 지니고 있다. 고세이 나이트에 의해 쓰러진 후, 부레도란의 비비충에 의해 거대화했을 때는 탱크 모습으로 변신하였지만, 그란디온의 그란디온 이레이저에 의해 죽음을 당한다.[8] 이름은 괴수 영화인 불가사리(영어: Tremors 트레머스[*], 일본어: トレマーズ 도레마즈[*])와 사물의 농도를 희석시킨다는 뜻을 지니고 있는 일본어 한자인 마레(일본어: 稀(まれ) 희[*])에서 유래하였다. 쥐며느리의 모습이 일부 섞여있다

- 미라의 제이부(일본어: ミイラのゼイ腐（ブ） 미이라노 제이부[*]) - 18화, 24화 (신기루): 마쿠인의 주문으로 땅 속에서 깨어났다. 붕대로 목표물을 감아 미라화하여 자신의 노예로 만드는 능력을 지니고 있다. 자신의 능력을 이용하여 텔레비전 방송국을 점령하지만 고세이저와 고세이 나이트에 의해 제지당하고, 고세이 나이트에 의해 쓰러졌다. 비비충에 의해 거대화되었으나, 하이퍼 고세이 그레이트에 의해 죽음을 당한다.[9] 이름은 외계인 영화인 화성인 지구침략(영어: They Live 데이 리브[*], 일본어: ゼイリブ 제이리부[*])와 부식을 뜻하는 일본어 한자인 후(일본어: 腐(ふ) 부[*])에서 유래하였다. 지네의 모습이 일부 섞여있다

- 캇파의 기에무로(일본어: 河童のギエム郎（ロウ） 갓파노 기에무로[*]) - 19화, 24화 (신기루): 고세이저와 유마수들의 대결에서 천년 전에 봉인되지 않은 유일한 유마수로, 스모 기술을 사용하며, 사람들을 납치하여 갓파로 만드는 능력을 가지고 있다. 부레도란에 의해 발견된 후, 고세이 나이트를 납치하여 고세이 나이트의 파워를 흡수해 납치된 사람들에게 방출, 사람들을 갓파로 만들고자 했지만, 고세이 나이트가 부레도란이 만든 감옥에서 탈출하여 실패하고, 고세이 그라운드에 의해 죽음을 당한다.[10] 이름은 괴수 영화인 괴물(怪物, 일본어: グエムル-漢江の怪物- 구에무루 -한간노 가이부쓰[*])과 사내를 뜻하는 일본어 한자 로(일본어: 郎(ろう) 낭[*])에서 유래하였다. 진드기의 모습이 일부 섞여있다

- 케사란파사란의 페사란자(일본어: ケサランパサランのペサラン挫（ザ） 게사란파사란노 페사란자[*]) - 20화, 24화 (신기루): 마쿠인에 의해 하나로 모여 부활하였다. 온 몸이 솜털로 이루어져 있다. 사람들이 사랑에 집착하게 만들어, 그 사랑을 썩힌 후 그 사람의 심장으로부터 썩어버린 사랑을 먹어치워 의식을 없앤다. 자신의 몸을 수많은 솜털로 분리하여 빠른 속도로 공격하는 기술로 고세이저를 위협하나, 고세이 그라운드와 스카익 고세이 그레이트에 의해 죽음을 당한다.[11] 이름은 공포 영화인 오페라의 유령(일본어: オペラ座の怪人 오페라자노 가이진[*])과 꺾음을 뜻하는 일본어 한자 자(일본어: 挫(ざ) 좌[*])에서 유래하였다. 거머리의 모습이 일부 섞여있다

- 그렘린의 와라이코조(일본어: グレムリンのワライコ僧（ゾウ） 구레무린노 와라이코조[*]) - 21화, 24화 (신기루): 손과 발의 근육 탄력성이 크게 발달해있어 빠른 질주 속도와 높은 점프력으로 신출귀몰하게 움직인다. 주위에 보이는 모든 기계들을 고장내고 부수는 것을 좋아한다. 고세이 그라운드와 고세이 그레이트에 의해 죽음을 당한다.[12] 이름은 판타지 장르의 텔레비전 시리즈인 환상특급(영어: The Twilight Zone 더 트와일라잇 존[*], 일본어: トワイライトゾーン 도와이라이토 존[*])과 악동을 뜻하는 일본식 한자 단어인 고조(일본어: 小僧(こぞう) 소승[*])에서 유래하였다. 벼룩의 모습이 일부 섞여있다

- 네시의 우오보우즈(일본어: ネッシーのウオボ渦（ウズ） 넷시노 우오보즈[*]) - 22화: 1만년 전에 고세이 나이트와 대결했었다. 오래된 시구(詩句)를 읊기를 좋아하며, 사람들의 그림자를 먹어치운다. 고세이 나이트와의 재대결에서 쓰러진 후, 비비충에 의해 거대화되지만, 결국 그라운드 고세이 그레이트에 의해 죽음을 당한다.[13] 이름은 괴수 영화 워터호스(영어: The Water Horse: Legend of the Deep 더 워터 호스: 레전드 오브 더 딥[*], 일본어: ウォーター・ホース 워타 호스[*])와 소용돌이를 뜻하는 일본어 한자인 우즈(일본어: 渦(うず) 와[*])에서 유래하였다. 달팽이의 모습이 일부 섞여있다

- 스카이 피쉬의 자이고(일본어: スカイフィッシュのザイ粉（ゴ） 스카이휫슈노 자이고[*]) - 23화, 24화 (신기루): 자신의 몸에서 생기는 고온의 불꽃 스파크를 이용하여 사람들의 체온을 조정한다. 불꽃 스파크를 이용한 자이고 스타더스트와 스파이시 샤워를 사용한다. 킹곤의 도움으로 에리와 모네를 납치하지만, 나머지 고세이저들에 의해 쓰러지고, 비비충에 의해 거대화되었다가 그라운드 고세이 그레이트에 의해 죽음을 당한다.[14] 자이고의 이름은 공포 영화 싸이코(영어: Psycho, 일본어: サイコ 사이코[*])와 가루를 뜻하는 일본어 한자인 코(일본어: 粉(こ) 분[*])에서 유래하였다. 모기의 모습이 일부 섞여있다

- 브로켄 요괴의 세맛타레이(일본어: ブロッケン妖怪のセマッタ霊（レイ） 부롯켄요카이노 세맛타레이[*]) - 24화: 무수히 많은 환상을 만들어 상대를 교란시키는 기술을 사용한다. 부레도란이 마쿠인과 킹곤에게 알리지 않고, 아바레 헤더를 얻으려는 작전을 실행할 때 고세이저를 봉인이 있는 곳까지 유인하여, 부레도란이 아바레 헤더를 얻는 데 도움을 주었다. 부레도란에 의해 아바레 헤더의 힘을 얻어 자신들이 만들어낸 환상이 실질적인 타격을 입힐 수 있도록 하는 능력까지 얻었으나, 고세이저가 아바레 헤더를 되찾아 슈퍼 고세이저로 변신하자, 그들에 의해 죽음을 당한다.[15] 세맛타레이의 이름은 공포 영화 공포의 묘지(영어: Pet Sematary 펫 세마타리[*], 일본어: ペット・セマタリー 펫토 세마타리[*])와 유령을 뜻하는 일본어 한자 레이(일본어: 霊(れい) 령[*])에서 유래하였다. 장님거미의 모습이 일부 섞여있다

- 요정의 사라와레테이루(일본어: 妖精のサラワレテ居（イル） 요세이노 사라와레테이루[*]) - 25화: 날개를 감추어 자신의 형태와 목소리를 자유자재로 바꾸고, 몸에서 황금 가루를 뿌려 사람을 현혹하는 능력을 지니고 있다. 마쿠인의 계략에 동참하여, 모네의 어머니로 변신하여 모네를 끌어들여 죽이려 하지만, 고세이 나이트에 의해 정체가 드러나 실패한다. 슈퍼 고세이저와 고세이 나이트에 의해 쓰러진 후 비비충에 의해 거대화되나, 결국 그라운드 고세이 그레이트에 의해 죽음을 당한다.[16] 이름은 판타지 영화 페어리 테일(영어: FairyTale: A True Story 페어리 테일: 어 트루 스토리[*], 일본어: フェアリーテイル 훼아리 테이루[*])와 살고 있음을 뜻하는 일본어 한자인 이루(일본어: 居 거[*])에서 유래하였다. 나뭇잎 벌레의 모습이 일부 섞여있다

- 텐구의 힛토(일본어: 天狗のヒッ斗（ト） 덴구노 힛토[*]) - 26화: 사람의 웃음을 미워하며, 웃는 사람을 자신이 지니고 있는 항아리에 봉인하는 능력을 이용하여 세상에서 웃음이 사라지게 하려 한다. 힛토는 자신의 능력을 이용하여 고세이 블루와 고세이 나이트를 제외한 나머지 고세이저가 웃게 하여 봉인시키지만, 고세이 블루와 고세이 나이트의 공격을 받자 스스로 항아리에 갇혀 있던 사람들의 봉인을 풀게 되고, 슈퍼 고세이저에 의해 쓰러졌다. 비비충에 의해 거대화하여 고세이 그레이트, 고세이 그라운드에게 바람 공격으로 저항하지만, 시익 고세이 그레이트에 의해 바람 공격을 무효화당하고, 고세이 그라운드에 의해 죽음을 당한다.[17] 이름은 영화 It(일본어: IT 잇쓰[*])와 싸움을 뜻하는 일본어 한자 토(일본어: 斗 두[*])에서 유래하였다. 전갈의 모습이 일부 섞여있다

- 인어의 조곤(일본어: 人魚のジョ言（ゴン） 닌교노 조곤[*]) - 27화: 킹곤의 오랜 친구이다. 자신의 비늘을 사람에게 던지는데, 비늘이 자신의 몸에 붙은 사람은 자신이 가장 친하다고 생각하는 사람이 자신에 대하여 나쁘게 말하고 있다고 오해하게 되어, 서로를 의심하게 된다. 조곤은 아그리에게 비늘을 붙여 아그리가 다른 고세이저들을 의심하게 하였지만, 고세이 나이트의 충고로 깨달음을 얻어 조곤의 비늘이 스스로 깨지고 만다. 한편 아바레 헤더를 놓쳤다는 이유로 킹곤에게 모욕을 당했던 부레도란은 조곤의 비늘을 킹곤에게 몰래 붙여, 킹곤이 마쿠인이 자신을 무시하고 있다고 오해하게 만들어 둘의 관계를 갈라놓는데 성공한다. 미라클 고세이 다이나믹에 의해 쓰러졌다가, 다시 거대화하지만, 결국 랜딕 고세이 그레이트에 의해 죽음을 당한다.[18] 이름은 공포 영화 주온(일본어: THE JUON/呪怨 주온[*])과 말을 뜻하는 일본어 단어인 곤(일본어: 言 언[*])에서 유래하였다. 좀의 모습이 일부 섞여있다

- 차광기토우의 피카리메(일본어: 遮光器土偶のピカリ眼（メ） 샤코키도구노 피카리메[*]) - 28화: 마쿠인의 오랜 친구로, 마쿠인을 "마키사마"라고 부른다. 자신의 번쩍이는 눈을 이용하여 사람들을 현혹해 마음대로 조종할 수 있는 능력을 지니고 있다. 그러한 자신의 능력을 이용하여 도시의 사람들을 현혹해, 바다와 접하고 있는 절벽으로까지 유인하지만, 슈퍼 고세이저의 미라클 고세이 다이나믹에 의해 쓰러졌다. 비비충에 의해 거대화해진 후에는 그라운드 고세이 그레이트에 의해 죽음을 당한다.[19] 피카리메의 이름은 공포 영화 저주받은 도시(영어: Village of the Damned 빌리지 오브 더 댐드[*], 일본어: 光る眼 히카루 메[*])와 눈을 뜻하는 일본어 한자인 메(일본어: 眼 안[*])에서 유래하였다. 개미의 모습이 일부 섞여있다

- 바쿠의 에루무가이무(일본어: 獏のエルムガイ夢（ム） 바쿠노 에루무가이무[*]) - 30화: 사람들의 꿈을 자신의 몸 안에 넣는 능력을 가지고 있으며, 그 능력을 이용하여 꿈을 잃은 사람들이 절망의 뿌리를 지구로 내려 지구를 썩게 만드는 작전을 사용하려 하나, 에리에게 제압당하고, 그라운드 고세이 그레이트에 의해 죽음을 당한다.[20] 이름은 나이트메어 시리즈(영어: A Nightmare of Elm Street 나이트메어 오브 엘름 스트리트[*], 일본어: エルム街の悪夢 에루무가이노 아쿠무[*]), 꿈을 뜻하는 한자 夢(몽)에서 유래하였다. 여치의 모습이 일부 섞여있다